# Districte de Pontivy

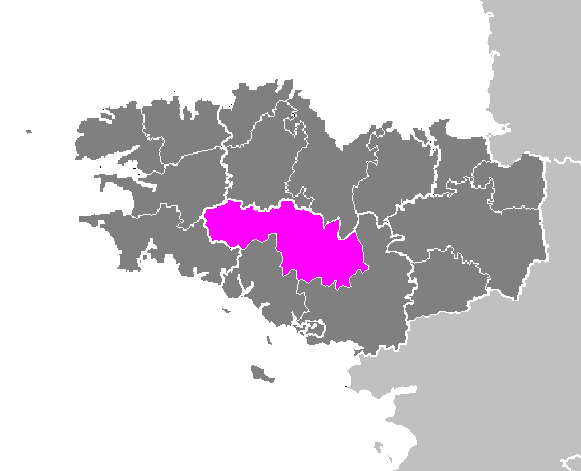
Localització del Districte de Pontivy

El districte de Pontivy és un dels tres districtes amb què es divideix el departament francès d'Ar Mor-Bihan, a la regió de la Bretanya. Té 10 cantons i 78 municipis. El cap del districte és la sotsprefectura de Pontivy.

## Categoria
cantó de Baud - cantó de Cléguérec - cantó de Le Faouët - cantó de Gourin - cantó de Guémené-sur-Scorff - cantó de Josselin - cantó de Locminé - cantó de Pontivy - cantó de Rohan - cantó de Saint-Jean-Brévelay